# 罗伯特·克拉夫特 (1927年)
罗伯特·保罗·"鲍勃"·克拉夫特（英語：Robert Paul "Bob" Kraft，1927年6月16日—2015年5月26日），美国天文学家。 他在造父变星、恒星自转、新星、银河系的化学演化等方向做出了开创性的工作。 他的名字命名了克拉夫特突变，即光谱型F8附近的主序星的平均自转速率突变的现象。

## 职业生涯
克拉夫特曾担任利克天文台主任（1981–1991年），美国天文学会主席（1974–1976年）和国际天文联合会主席（1997–2000年）。
他于1947年获得了华盛顿大学学士学位，1949年获得华盛顿大学 数学硕士学位，1955年获得加州大学伯克利分校博士学位。
2015年，克拉夫特逝世于圣克鲁兹。

## 奖项和荣誉

### 奖项
- 海伦·B·华纳天文学奖 (1962年)
- 亨利·诺里斯·罗素讲座 (1995年)
- 布鲁斯奖章 (2005)[6]
- 美国国家科学院

### 以他的名字命名的事物
- 小行星3712

## 延伸阅读
- Kraft, R. P. . Annual Review of Astronomy and Astrophysics. 2009, 47: 1–26. Bibcode:2009ARA&A..47....1K. doi:10.1146/annurev-astro-082708-101743.